# La Paciencia

Primeras exploraciones de la ruta Y-85, sobre un mapa del Instituto Geográfico Militar de Chile en 1955 en una escala de 1:250000.

La Paciencia es un asentamiento chileno situado sobre la extremidad nororiental del seno Almirantazgo, en la comuna de Timaukel, donde está el aserradero La Paciencia, fue un poblado ubicado en el extremo nororiente del fiordo Almirantazgo de la isla Grande de Tierra del Fuego en la Región de Magallanes y Antártica Chilena.
Fue fundado en 1915 como un aserradero por la Sociedad Ganadera y Comercial Menéndez - Behety para servir de base a los trabajos de extracción de madera de la zona junto a otros poblados (posteriores o anteriores) en la isla como Puerto Yartou, Puerto Arturo, Elenita, Caleta María. Todos ellos decayeron debido a la falta de competitividad.: 54 
El aserradero trabajó durante cerca de 20 años en que su madera fue llevada a Argentina y Magallanes. Posteriormente, cuando decayó el comercio de madera, fue utilizado como centro local para la ganadería, hasta mediados de los años 90. En 1996, la Forestal Trillium compró los terrenos sin obtener el éxito esperado en el comercio de madera. Posteriormente donó los terrenos a Wildlife Conservation Society.
Actualmente está dentro del parque natural Karukinka, que es administrado por la WCS.